# Idioma dacio
La lengua dacia fue una lengua indoeuropea hablada en la Antigüedad por el pueblo de los dacios. Se considera que fue una variante septentrional del tracio o bien que ambas lenguas eran parientes cercanos.

## Aspectos históricos, sociales y culturales

### Distribución geográfica

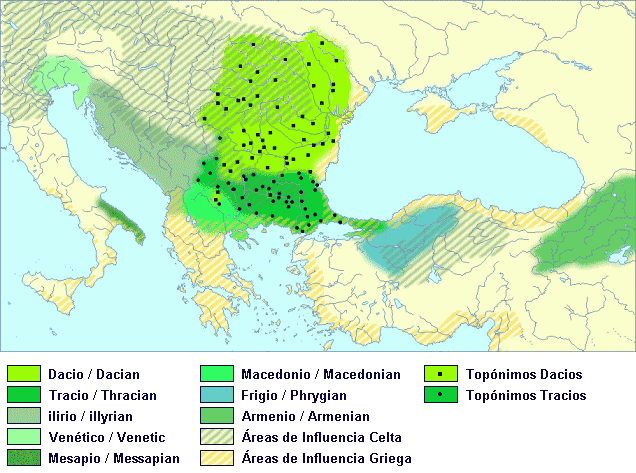
Extensión aproximada del dacio, basada en la distribución de topónimos.

El dacio era una de las lenguas más extendidas de la Europa sudoriental, encontrándose desde el Este de la actual Hungría hasta la costa del mar Negro. Hallazgos arqueológicos sugieren que los orígenes de la cultura dacia podrían ubicarse en Moldavia, identificada como la evolución de la Cultura de Basarabia en la Edad del Hierro.

### Extinción

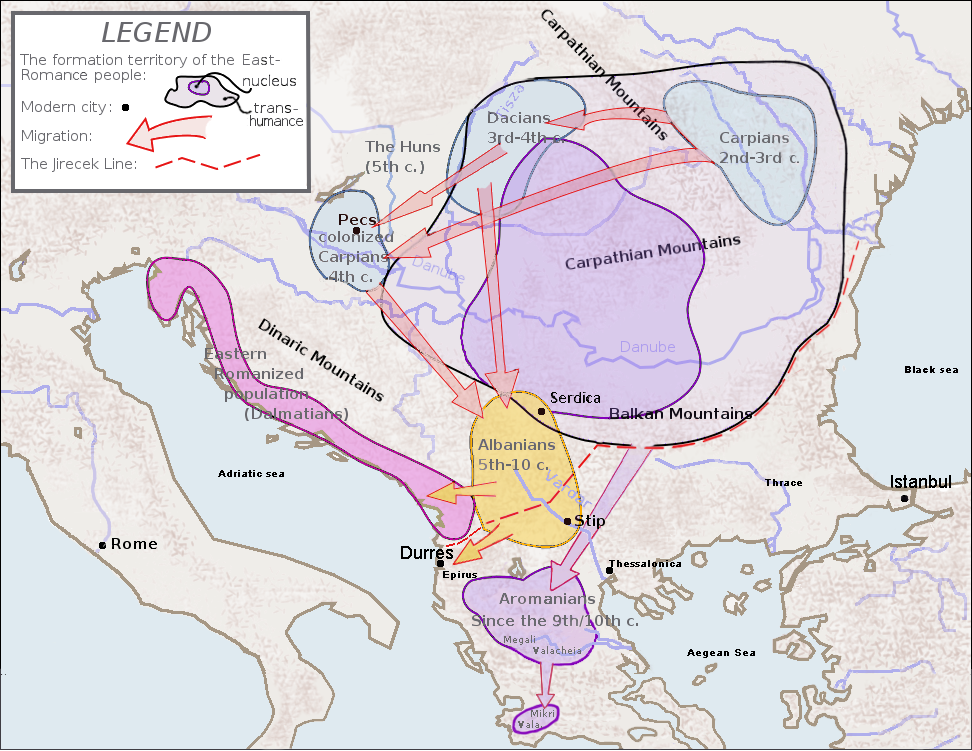
Escenario hipotético según el cual los albaneses serían un pueblo derivado de los dacios.

No se sabe cuándo exactamente dejó de hablarse la lengua dacia, ni si tiene descendientes vivos. La conquista romana inicial de parte de Dacia no terminó con la lengua, ya que tribus libres de dacios como los carpianos pudieron haber continuado usándola en Moldavia y regiones limítrofes hasta el siglo VI o VII d. C., donde influyó en cierta manera en la formación de las lenguas eslavas.

### El dacio como sustrato del protorrumano

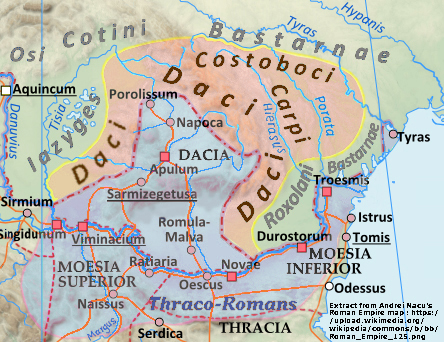
Azul = tierra conquistada por el Imperio romano. Naranja = área poblada por los dacios libres.

El dacio podría haber formado gran parte del sustrato del protorrumano, que se desarrolló a partir del latín vulgar hablado en los Balcanes al norte de la línea Jireček, que divide las zonas de influencia del latín y el griego.
Si el dacio conforma realmente el sustrato del proto-rumano es discutido (ver Origen de los rumanos), así como si esta teoría no relaciona la romanización de la Dacia, dado que el dacio era hablado también en Moesia y al sur y norte de Dardania. Cerca de 300 palabras en las lenguas romances orientales (rumano, arumano, megleno-rumano, istro-rumano) podrían derivar del dacio, dado que muchas de ella poseen un carácter satem, como se esperaría de palabras daco-tracias (ver Sustrato romance oriental). En la década de 1950, el lingüista búlgaro Vladimir Georgiev publicó una obra donde se demostraba que la fonología de la lengua dacia es cercana a la del albanés, contribuyendo así a la hipótesis de que el dacio perteneciese a la misma rama que el albanés, un grupo denominado daco-moesio (o daco-misio), donde el moesio (o mesio) sería un dialecto de transición entre el dacio y el tracio. Hay cognados entre daco-tracio y albanés que podrían ser la evidencia de la afinidad lingüística daco-tracia-albanesa, y muchas palabras de sustrato en rumano tienen su correspondencia en albanés.
Sin embargo, esta teoría es rechazada por la mayoría de los lingüistas, que consideran al albanés un descendiente directo del antiguo ilirio. Basándose en innovaciones compartidas entre el albanés y el mesapio, Eric P. Hamp ha argumentado que el albanés está estrechamente relacionado con el ilirio y no con el tracio o el dacio, manteniendo que desciende de una lengua hermana del ilirio y que una vez estuvo más cerca del Danubio y en contacto con el dacio. Debido a la escasez de evidencia escrita, lo que se puede decir con certeza en la investigación actual es que, por un lado, un grupo significativo de cognados indoeuropeos no romances compartidos entre el albanés y el rumano indica al menos contacto con el 'complejo daco-tracio', y que por otro lado hay alguna evidencia para argumentar que el albanés desciende del 'complejo ilirio'. Desde un "punto de vista genealógico", el mesapio es la lengua al menos parcialmente atestiguada más cercana al albanés.

## Descripción lingüística
Muchas de las características del dacio son desconocidas o discutidas. No hay apenas documentos escritos en dacio. Lo que se conoce de dicha lengua proviene de:
- los topónimos, hidrónimos, nombres propios (nombres de reyes incluidos) y nombres dacios de unas cincuenta plantas escritas por fuentes griegas y romanas (ver Lista de nombres dacios de plantas).
- las palabras del sustrato contenidas en la moderna lengua rumana, la lengua hablada hoy en casi todos los territorios que los dacios poblaron: hay cerca de 400 palabras de origen desconocido (como brânză = queso, balaur = monstruo, vatră= horno antiguo de pan, etc.), algunas de las cuales tienen cognados en albanés. Estas palabras podrían provenir de los restos del antiguo dacio.
- Inscripciones en dacio; Decebalus Per Scorilo es la mayor inscripción conocida. El poeta romano Ovidio afirmaba haber aprendido dacio tras haber sido exiliado a Tomis (hoy Constanza) en Dacia. En sus obras Tristes y Epistulae ex Ponto contaba que compuso poemas en lengua dacia. Si los poemas existieron, no se preservaron.

### Clasificación
El dacio era un idioma indoeuropeo, un idioma satem. Los detalles de su afiliación y sitio dentro de los restos indoeuropeos están poco claros. Se postula que junto con el tracio formó un subgrupo denominado daco-tracio.

### Evolución fonética desde el protoindoeuropeo
Las consonantes sonoras aspiradas *bh- y *dh en PIE devinieron en sonoras: b, d (Dacio -dava < PIE *dhe-, "fijar, sistematizar", etc.). PIE *b- permanece como b (Dacio -balus; kinuboila < -uboila < PIE *abel-, etc.), y *d permanece como d- (Dacio Decebalus etc.).
Una correspondencia encontrada entre dacio y tracio es una variación de vocal, a (dacio)/e (tracio). Cfr. dacio Zalm- (< Zalmoxis), tracio zelmis (< PIE *kel-, "cubrir"), "piel, cuero"; dacio Zald- (< Zaldapa), tracio zeltas (< PIE *ghel-, "resplandecer"); dacio reconstruido *barz- (< rumano barza, "cigüeña"), tracio Berz- (< Berzobis, Berzana; PIE *bherəg-, "blanco"); v. Olteanu et al. Esta es una de las numerosas evidencias a favor de la existencia de una rama daco-tracia del indoeuropeo.